# Peix xovato
El peix xovato (Hexanchus griseus) és una espècie de tauró de la família Hexanchidae, pescat ocasionalment amb xarxes de ròssec i no ofereix gaire resistència, encara que alguns exemplars poden giravoltar-se i mossegar.

## Descripció
- Cos allargat, amb el cap ample i el musell curt.
- Presenta sis parells de fenedures branquials.
- Sense membrana nictitant.
- Boca ínfera.
- Una sola aleta caudal molt endarrerida.
- Color marró fosc.
- La femella pot arribar als 610 cm de longitud i pesar més de 1.000 kg, però el mascle és més petit.
- Les femelles maduren sexualment quan tenen 450 cm.

## Hàbitat
Individu solitari que viu a una profunditat considerable sobre fons durs, entre els 200 i els 1.875 m, però pot aparèixer ocasionalment en aigües somes o per la superfície. Els més joves es troben més a prop de la costa. Durant el dia neda en aigües més fondes i ascendeix a la nit per alimentar-se. És lent i mandrós, però resistent.

## Distribució geogràfica
Es troba a les aigües tropicals i temperades de tots els oceans: l'Atlàntic occidental (des de Carolina del Nord fins a Florida i des del nord del Golf de Mèxic fins al nord de l'Argentina), l'Atlàntic oriental (des d'Islàndia i Noruega fins a Namíbia, incloent-hi la Mediterrània), l'Índic (Madagascar, Moçambic i Sud-àfrica), el Pacífic occidental (des de l'est del Japó fins a Nova Zelanda i Hawaii) i el Pacífic oriental (des de les Illes Aleutianes i Alaska fins a la Baixa Califòrnia -Mèxic-. També és present a Xile).

## Alimentació
Menja rajades, quimeres, altres taurons (practica el canibalisme intraespecífic), llampugues, emperadors, marlins, llengües de bacallà, lluços, palaies, raps, macrúrids, tríglids, i invertebrats com crancs, calamars, gambes, etc. També pot menjar carronya.

## Reproducció
És vivípar aplacentari. Pot tindre de 22 a 108 cries que, en néixer, fan de 65 a 70 cm. S'han citat acoblaments a la primavera i la tardor, i parts des de l'octubre fins al maig.

## Aprofitament
Sense importància comercial, els exemplars grossos són venuts a baix pre o descartats. La seua carn és poc gustosa i es considera purgant.